# 1112 en santé et médecine
| Années de la santé et de la médecine : 1109 - 1110 - 1111 - 1112 - 1113 - 1114 - 1115    |
| Décennies de la santé et de la médecine : 1080 - 1090 - 1100 - 1110 - 1120 - 1130 - 1140 |

Cet article présente les faits marquants de l'année 1112 en santé et médecine.

## Fondations
- Première mention de l'hôtel Saint-Ladre d'Orléans, dans une charte où le roi Louis VI le Gros cède aux lépreux de la ville ses droits sur l'église de Chécy[1].
- 1112[2],[3] ou 1119[4] : fondation de l'ordre de Saint-Lazare, hospitaliers voués à l'accueil et aux soins des pèlerins atteints de la lèpre, dont la première mention ne remonte cependant qu'à 1142[5].
- 1112-1116 : la confrérie des bourgeois d'Angers fonde la léproserie Saint-Lazare, sans doute réservée aux hommes, et destinée à recevoir dix à douze résidents[6].

## Publication
- Un peu avant 1112 : Abu al-Salt (en) (1068-1134) rédige « un « traité sur les simples » dans la tradition galénique et arabo-musulmane[7] ».

## Personnalités
- Fl. Gautier[8], médecin dont le fils tient une terre à Loon en Flandre ; et Giraud[9], autre médecin, témoin de la donation de la forêt de Savigny à Vital de Mortain par Raoul Ier, seigneur de Fougères, acte fondateur de l'abbaye de Savigny.
- 1112-1136 : fl. Gaucelin, médecin, qualifié de « megeicharius » (« médicamentaire »), cité dans des chartes de l'abbaye Saint-Jean-en-Vallée de Chartres[8].

## Naissances
- 1112 ou 1126 : Yuthok Yonten Gonpo le Jeune (mort en 1202 ou 1203), descendant de Yuthok Yonten Gonpo l'Ancien, médecin, de ceux qui ont remanié ou enrichi les Quatre tantras médicaux, ouvrage fondamental de la médecine traditionnelle du Tibet[10],[11].
- Entre 1112 et 1116 : Ibn al-Jawzi (mort en 1200 ou 1201), savant et polygraphe irakien, auteur d'ouvrages sur la médecine, dont le Manafi etthobb (« Utilités de la médecine[12] »).